# Falconeria insignis
Falconeria insignis là một loài thực vật có hoa trong họ Đại kích. Loài này được Royle mô tả khoa học đầu tiên năm 1839.